# Jürgen Mansel
Jürgen Mansel (* 29. April 1955 in Zweibrücken; † 7. März 2012 in Bielefeld) war ein deutscher Soziologe und Erziehungswissenschaftler.

## Leben
Jürgen Mansel, geboren 1955 in Zweibrücken, studierte von 1978 bis 1983 an der Universität des Saarlandes Soziologie, wo er 1986/87 auch promovierte. An der Universität des Saarlandes begann er zudem seine akademische Laufbahn im Jahr 1983 als wissenschaftlicher Mitarbeiter am Institut für Rechts- und Sozialphilosophie. Nach kurzer Zeit an der Bergischen Universität Wuppertal wechselte er anschließend im Jahr 1988 an die Universität Bielefeld, wo er bis 1994 als wissenschaftlicher Assistent an der Fakultät für Pädagogik sowie am Institut für interdisziplinäre Konflikt- und Gewaltforschung tätig war. 1994 schloss er dort sein Habilitationsverfahren ab. Im Sommersemester 1997 nahm er eine Gastprofessur für „Jugend, Technik und Gesundheit“ an der Philosophischen Fakultät der Universität Chemnitz wahr. Bis zum Jahr 2000 hatte er dann an der Universität Bielefeld eine Hochschuldozentur mit Lehr- und Forschungsauftrag im Fach Pädagogik mit dem Schwerpunkt Sozialisation inne. Nach verschiedenen Projekttätigkeiten vor allem am Institut für interdisziplinäre Konflikt- und Gewaltforschung wurde er im Oktober 2000 zum außerplanmäßigen Professor der Universität Bielefeld ernannt, wo er bis zuletzt lehrte und forschte.
Jürgen Mansel war seit 1999 Sprecher der Sektion Jugendsoziologie der Deutschen Gesellschaft für Soziologie. Darüber hinaus war er vom ersten Jahrgang an Mitglied im Beirat der Zeitschrift Diskurs Kindheits- und Jugendforschung sowie Mitherausgeber der Reihe Kindheits- und Jugendforschung im Juventa-Verlag.

## Schriften
- Angst vor Gewalt. Eine Untersuchung zu Hintergründen und Folgen von Kriminalität im Jugendalter. Weinheim/München 2001.
- Sozialisation in der Risikogesellschaft. Eine Untersuchung zu psychosozialen Belastungen Jugendlicher als Folge ihrer Bewertung gesellschaftlicher Bedrohungspotentiale. Neuwied 1995.
- (mit Klaus Hurrelmann) Alltagsstress bei Jugendlichen. Eine Untersuchung über Lebenschancen, Lebensrisiken und psychosoziale Befindlichkeiten im Statusübergang. Weinheim/München 1991.